# Данн, Роберт (биолог)
Роберт Данн — биолог, писатель и профессор кафедры прикладной экологии Университета штата Северная Каролина. Автор нескольких книг и публикаций публиковались в таких журналах, как BBC Wildlife Magazine, Scientific American, Smithsonian Magazine, National Geographic и других. Стал известен благодаря усилиям по привлечению общественности в качестве гражданских ученых к исследованиям членистоногих.

## Биография
Вырос в городке Хартленд, штат Мичиган. Получил степень бакалавра биологии в колледже Каламазу в 1997 году. Во время учёбы в колледже посетил Эквадор, где провел исследование эпифитных бромелиевых, живущих на деревьях.
В 2003 году получил докторскую степень в области экологии в Университете Коннектикута. Там же изучал восстановление тропических лесов в Коста-Рике, Перу и Боливии после их вырубки. После получения докторской степени стал научным сотрудником Фулбрайта в Университете Кертина в Австралии.
После завершения стипендии Фулбрайта в течение года работал научным сотрудником в Университете Теннесси в Ноксвилле. Там Данн изучал биоразнообразие национального парка Грейт-Смоки-Маунтинс, о котором позже написал в своей книге «Все живое» . В 2005 году поступил в штат Университета штата Северная Каролина сначала на факультет зоологии, затем на факультет биологии, а затем на факультет биологических наук.
Руководит программой, цель которой понять виды, которые окружают людей в повседневной жизни. Он также является руководителем проекта Students Discover, целью которого является привнесение реального научного опыта в учебную работу. Кроме того, в недавней работе Данна рассматриваются поиски новых сверхтяжелых элементов.